# Frances Dee
Frances Dee (* 26. November 1909 in Los Angeles, Kalifornien; † 3. Juni 2004 in Norwalk, Connecticut, eigentlich: Frances Marion Dee – andere Quellen: Jean Dee) war eine US-amerikanische Schauspielerin, die ihre besten Rollen in der frühen Tonfilmzeit spielte.

## Leben
Frances Dee begann ihre Karriere 1929 als Statistin, ehe sie 1930 von einem Talentsucher für Paramount Pictures unter Vertrag genommen wurde und sogleich als Leading Lady an der Seite von Maurice Chevalier in Playboy of Paris eingesetzt wurde. 1931 wurde sie zu einem der WAMPAS Baby Stars gekürt. In der Folgezeit spielte sie meist Nebenrollen und übernahm gelegentlich auch die Hauptrolle in B-Filmen. Zu den wenigen anspruchsvollen Parts gehörte der Auftritt in Josef von Sternbergs Adaption von Theodore Dreisers Eine amerikanische Tragödie  aus dem Jahr 1931 neben Sylvia Sidney. 1933, nach dem Wechsel zu RKO, spielte sie neben Katharine Hepburn in Little Women unter der Regie von George Cukor die Rolle der Margaret March. In Becky Sharp, dem ersten abendfüllenden im neuentwickelten 3-Farben Technicolor gedrehten Film, übernahm sie 1935 hinter Miriam Hopkins die zweite Hauptrolle. 1943 spielte Dee die Hauptrolle einer Krankenschwester in dem klassisch gewordenen RKO-Horrorfilm Ich folgte einem Zombie unter Produktion von Val Lewton.
Während der Dreharbeiten zu The Silver Cord, einem Melodram mit Irene Dunne in der Hauptrolle, verliebte sie sich im selben Jahr 1933 in den männlichen Star des Streifens, Joel McCrea. Beide heirateten einige Zeit später und blieben bis zu McCreas Tod an ihrem 57. Hochzeitstag im Jahr 1990 ein Paar. Die Ehe der beiden galt als glücklich und verlief ohne Skandale, sie traten gelegentlich auch zusammen in Filmen auf. Sie hatten drei Kinder, darunter den Schauspieler Jody McCrea.
Insgesamt trat Frances Dee im Laufe ihrer Karriere in mehr als 50 Kinofilmen sowie in den 1950er-Jahren auch einigen Fernsehproduktionen auf. 1954 zog sich Frances Dee aus dem Filmgeschäft zurück, drehte aber kurz vor ihrem Tod noch einmal den Kurzfilm Far as the Eye Can See, der erst posthum erschien. Sie verstarb 2004 im Alter von 94 Jahren an einem Herzinfarkt.

## Filmografie (Auswahl)
- 1929: Words and Music
- 1930: Monte Carlo
- 1931: Eine amerikanische Tragödie (An American Tragedy)
- 1932: Wenn ich eine Million hätte (If I Had a Million)
- 1932: Der Abend des 13. Juni (The Night of June 13)
- 1933: Vier Schwestern (Little Women)
- 1933: The Silver Cord
- 1933: Abenteuer in zwei Erdteilen (King of the Jungle)
- 1934: One Man’s Journey
- 1934: Finishing School
- 1934: Of Human Bondage
- 1935: The Gay Deception
- 1935: Jahrmarkt der Eitelkeiten (Becky Sharp)
- 1937: Schiffbruch der Seelen (Souls at Sea)
- 1937: Frisco-Express (Wells Fargo)
- 1938: Wenn ich König wär (If I Were King)
- 1941: So Ends Our Night
- 1943: Ich folgte einem Zombie (I Walked with a Zombie)
- 1947: Die Privataffären des Bel Ami (The Private Affairs of Bel Ami)
- 1948: Flucht nach Nevada (Four Faces)
- 1951: Die Ehrgeizige (Payment on Demand)
- 1952: Aus Liebe zu Dir (Because of You)
- 1954: Treue (Gypsy Colt)
- 2006: Far as the Eye Can See (Kurzfilm, posthum)